# Hakea standleyensis
Hakea standleyensis (лат.) — кустарник, вид рода Хакея (Hakea) семейства Протейные (Proteaceae). Произрастает в Австралии на Северной территории. Цветёт с сентября по октябрь.

## Ботаническое описание
Hakea standleyensis — многоствольный редкий кустарник высотой 0,9–2 м и шириной до 1 м. Мелкие ветви и молодые листья имеют густые шелковистые волоски, которые быстро становятся гладкими. Листья игольчатые, часто изогнутые, скученные у основания длиной 2–9,5 см и шириной 1,2–1,7 мм. Соцветие состоит из 6–12 белых цветков с перекрывающимися прицветниками, окружающими каждый цветок длиной 4–5 мм на коротком стебле. Плоды имеют яйцевидную форму длиной 1,3–1,5 см и шириной 4,5–6 мм с морщинистой голубовато-зелёной поверхностью, оканчивающейся на 1 мм. Цветёт с сентября по октябрь.

## Таксономия
Вид Hakea standleyensis был впервые официально описан в 1973 году Джоном Ричардом Макончи (англ. John Richard Maconchie), который опубликовал описание в Transactions of the Royal Society of South Australia. Видовой эпитет — по геологической формации Стенли-Чазм (англ. Standley Chasm) на хребте Мак-Доннелл близ Алис-Спрингс, где растение было обнаружено.

## Распространение и местообитание
Ареал Hakea standleyensis ограничен хребтом Мак-Доннелл на Северной территории, где он растёт на кварцитовых скальных выходах.

## Охранный статус
Вид считается «редким» в J.D.Briggs & J.H.Leigh, «Редкие или угрожаемые растения Австралии» (1995).